# Pyrosvestiko Sōma Elladas
Il Pyrosvestikó Sōma Elládas (in greco Πυροσβεστικό Σώμα Ελλάδας?; abbreviato in ΠΣ ovvero PS) è il corpo civile nazionale dei vigili del fuoco della Grecia, dipendente dal Ministero della crisi climatica e della protezione civile.

## Storia
Dopo la dichiarazione d'indipendenza della Grecia nel 1822 la competenza sulla sicurezza antincendio del paese fu assegnata nel 1833 ai prefetti mentre i singoli comuni avevano il dovere di dotarsi dei mezzi, degli strumenti e del personale necessari allo spegnimento degli incendi; contestualmente negli edifici pubblici la competenza per lo spegnimento degli incendi fu assegnata all'esercito.
Dopo la distruzione del palazzo della duchessa di Plaisance nel 1849, il Ministro degli affari militari Dimitrios Kallergis istituì un apposito dipartimento all'interno dell'esercito per svolgere il servizio antincendio. Successivamente il 28 ottobre 1854 fu fondata una compagnia di vigili del fuoco, con un organico di 92 uomini, a servizio della città di Atene; tale compagnia fu abolita nel 1861 e sostituita dal cosiddetto battaglione dei pionieri, ai quali furono affidati anche altri ruoli. Nel 1910 fu istituita la squadriglia dei vigili del fuoco come componente dell'esercito.
Il moderno corpo dei vigili del fuoco fu istituito il 26 aprile 1926 come corpo civile indipendente dall'esercito.